# Leskea obscura
Leskea obscura är en bladmossart som beskrevs av Hedwig 1801. Leskea obscura ingår i släktet Leskea och familjen Leskeaceae. Inga underarter finns listade i Catalogue of Life.